# 天神サザン通り

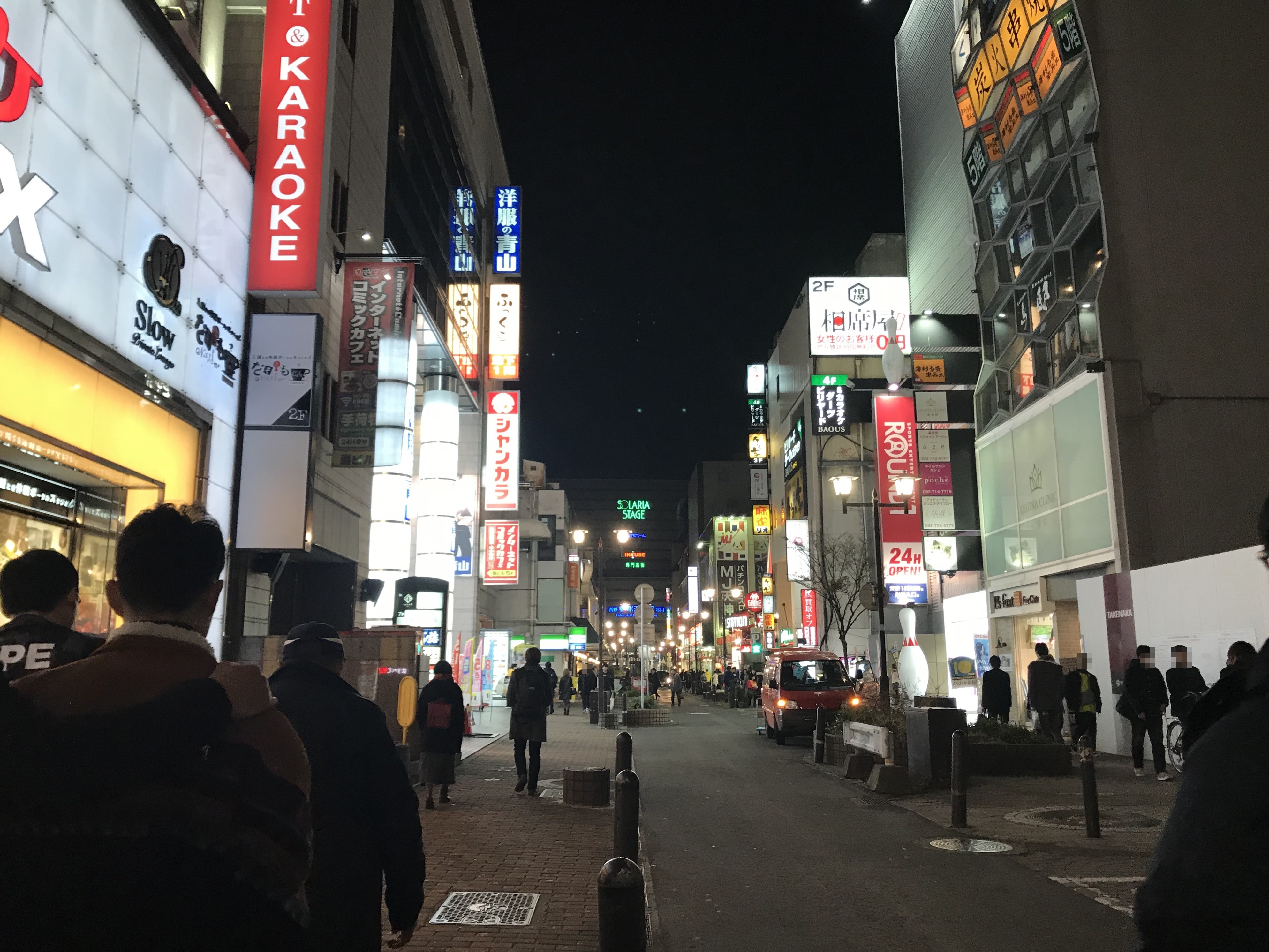
西鉄福岡（天神）駅から続く天神サザン通り

天神サザン通り（てんじんサザンどおり）は福岡県福岡市中央区にある通り。

## 位置
西鉄福岡（天神）駅北口正面交差点から天神西通りの西鉄グランドホテルまでを東西に走る通り。全長約240m、車道は片側1車線。曜日・時間帯によっては歩行者用道路となる。
アーケード付き商店街の新天町に隣接している。

## 周辺
周辺には商店街や数多くの商業ビルがある為、平日問わず賑わう。ROUND1やタイトーステーション、SEGAなどのアミューズメント施設が並び若年層の利用も多い。
| - 西鉄グランドホテル - リッチモンドホテル福岡天神西通り - ロイヤルホスト天神西通り店 - 平和楼 天神本店（1947年創業、2022年3月27日閉店） - プラザ天神 - MJ天神 - タイトーステーション福岡天神店 | - ラウンドワン福岡天神店 - GiGO福岡天神 - ジャンカラ天神店 - ドコモショップ天神新天町店 - 吉野家天神サザン通り店 - ファミリーマート新天町店 |

## 接続する主な通り
- 天神西通り
- メルヘン通り